# Campeonato de España de Ciclismo en Ruta 1949
El XLVIII Campeonato de España de Ciclismo en Ruta se disputó en Madrid el 26 de mayo de 1949 sobre un recorrido de 150 kilómetros con seis vueltas al circuito de la Cuesta de Las Perdices en formato de contrarreloj.   
El ganador fue el corredor José Serra Gil que se impuso en todos los parciales de las seis vueltas. Bernardo Capó y Julián Berrendero completaron el podio.  

## Clasificación final
| Pos. | Ciclista                | Equipo | Tiempo    |
| ---- | ----------------------- | ------ | --------- |
| 1.   | José Serra Gil          | -      | 4h 02'17" |
| 2.   | Bernardo Capó           | -      | a 10"     |
| 3.   | Julián Berrendero       | -      | a 3'59"   |
| 4.   | Antonio Gelabert        | -      | a 6'47"   |
| 5.   | Emilio Rodríguez Barros | -      | a 8'04"   |
| 6.   | Joaquín Olmos           | -      | a 12'03"  |
| -    | Miguel Gual             | -      | s.c.      |